# Youku
Youku Tudou Inc., ex Youku.com Inc., (cinese semplificato:优酷; cinese tradizionale: 優酷; pinyin: yōukù) è un servizio di video hosting cinese.
Youku ha sede a Pechino, nel distretto Haidian.
Il 12 marzo 2012, raggiunge un accordo per acquisire Tudou, creando una nuova entità: Youku Tudou Inc.
Ha oltre 500 milioni di utenti attivi.